# Kevin Wright
Kevin Adrian Wright (Londra, 28 dicembre 1995) è un calciatore sierraleonese con cittadinanza britannica, difensore svincolato.

## Carriera

### Club
Dopo aver giocato nelle giovanili del Chelsea, nella stagione 2016-2017 esordisce tra i professionisti con il Carlisle Utd, con cui gioca due partite in Football League Two (quarta divisione inglese) ed una partita nel Football League Trophy; a stagione in corso passa ai norvegesi del Fredrikstad, con cui disputa cinque partite nella seconda divisione norvegese. Trascorre le due successive stagioni al Degerfors, con cui gioca stabilmente da titolare nella seconda divisione svedese, per poi trasferirsi all'Örebro, club della massima serie svedese. Rimane in bianconero fino al termine dell'Allsvenskan 2021, alla luce della sopraggiunta scadenza contrattuale e della retrocessione che fa scendere il club in seconda serie.
Continua comunque a giocare in Allsvenskan, visto che nel marzo 2022 viene ingaggiato a parametro zero dal Sirius. A luglio, dopo sole 8 presenze, il suo contratto è stato rescisso, sfruttando una clausola (reciprocamente attivata) che permetteva a entrambe le parti di rescindere l'accordo durante l'estate. Circa un mese più tardi ha firmato con i greci dell'Apollōn Smyrnīs, con i quali disputa 2 partite nella seconda divisione ellenica; nel 2023 gioca poi 9 partite nella seconda divisione statunitense con gli Oakland Roots.

### Nazionale
Nel 2020 ha esordito in nazionale; ha partecipato alla Coppa delle nazioni africane 2021.

## Statistiche

### Cronologia presenze e reti in nazionale
| Cronologia completa delle presenze e delle reti in nazionale ― Sierra Leone | Cronologia completa delle presenze e delle reti in nazionale ― Sierra Leone | Cronologia completa delle presenze e delle reti in nazionale ― Sierra Leone | Cronologia completa delle presenze e delle reti in nazionale ― Sierra Leone | Cronologia completa delle presenze e delle reti in nazionale ― Sierra Leone | Cronologia completa delle presenze e delle reti in nazionale ― Sierra Leone | Cronologia completa delle presenze e delle reti in nazionale ― Sierra Leone | Cronologia completa delle presenze e delle reti in nazionale ― Sierra Leone |
| Data                                                                        | Città                                                                       | In casa                                                                     | Risultato                                                                   | Ospiti                                                                      | Competizione                                                                | Reti                                                                        | Note                                                                        |
| --------------------------------------------------------------------------- | --------------------------------------------------------------------------- | --------------------------------------------------------------------------- | --------------------------------------------------------------------------- | --------------------------------------------------------------------------- | --------------------------------------------------------------------------- | --------------------------------------------------------------------------- | --------------------------------------------------------------------------- |
| 9-10-2020                                                                   | Nouakchott                                                                  | Mauritania                                                                  | 0 – 1                                                                       | Sierra Leone                                                                | Amichevole                                                                  | -                                                                           | 65’                                                                         |
| 13-11-2020                                                                  | Benin City                                                                  | Nigeria                                                                     | 4 – 4                                                                       | Sierra Leone                                                                | Qual. Coppa d'Africa 2021                                                   | -                                                                           | 44’                                                                         |
| 17-11-2020                                                                  | Freetown                                                                    | Sierra Leone                                                                | 0 – 0                                                                       | Nigeria                                                                     | Qual. Coppa d'Africa 2021                                                   | -                                                                           |                                                                             |
| 11-1-2022                                                                   | Douala                                                                      | Algeria                                                                     | 0 – 0                                                                       | Sierra Leone                                                                | Coppa d'Africa 2021 - 1º turno                                              | -                                                                           |                                                                             |
| 16-1-2022                                                                   | Douala                                                                      | Costa d'Avorio                                                              | 2 – 2                                                                       | Sierra Leone                                                                | Coppa d'Africa 2021 - 1º turno                                              | -                                                                           |                                                                             |
| 20-1-2022                                                                   | Limbe                                                                       | Sierra Leone                                                                | 0 – 1                                                                       | Guinea Equatoriale                                                          | Coppa d'Africa 2021 - 1º turno                                              | -                                                                           | 71’ 75’                                                                     |
| 27-3-2022                                                                   | Adalia                                                                      | Liberia                                                                     | 0 – 1                                                                       | Sierra Leone                                                                | Amichevole                                                                  | -                                                                           | 79’                                                                         |
| 13-6-2022                                                                   | El Jadida                                                                   | Sierra Leone                                                                | 2 – 2                                                                       | Guinea-Bissau                                                               | Qual. Coppa d'Africa 2023                                                   | -                                                                           | 66’                                                                         |
| Totale                                                                      |                                                                             | Presenze                                                                    | 8                                                                           |                                                                             | Reti                                                                        | 0                                                                           |                                                                             |

## Palmarès

### Club

#### Competizioni giovanili
- FA Youth Cup: 2

Chelsea: 2014-2015, 2015-2016
- UEFA Youth League: 2

Chelsea: 2014-2015, 2015-2016